# 内田孝行
内田 孝行（うちだ たかゆき、1891年（明治24年）3月10日 - 1971年（昭和46年）11月20日）は、大日本帝国陸軍軍人。最終階級は陸軍中将。

## 経歴
1891年（明治24年）に山梨県で生まれた。陸軍士官学校第24期、陸軍大学校第36期卒業。1936年（昭和11年）に陸軍歩兵大佐に進級し、朝鮮軍参謀に就任した。1937年（昭和12年）に歩兵第16連隊長を経て、1939年（昭和14年）2月7日に第34歩兵団長（第11軍・第34師団）に就任し3月9日に陸軍少将に進級した。南昌に駐屯し、錦江作戦では国民革命軍第19集団軍と戦った。
1941年（昭和16年）3月に第63独立歩兵団長に転じ、10月15日に陸軍中将に進級した。1942年（昭和17年）4月1日に独立混成第20旅団を中心に編成された第70師団長（第13軍）に親補された。杭州に駐屯したが、終戦時は第6軍隷下に編入され、嘉興にあった。
1948年（昭和23年）1月31日、公職追放仮指定を受けた。